# Her i nærheden
Her i nærheden er en dansk film fra 2000, skrevet og instrueret af Kaspar Rostrup efter en roman af Martha Christensen.

## Handling
Filmen handler om en mors kærlighed til sin autistiske søn. Da en pige findes myrdet i en nærtliggende park, skjuler moren sine mistanker om at hendes søn kan være morderen.

## Medvirkende
- Ghita Nørby – mor
- Thure Lindhardt – Brian
- Frits Helmuth – kriminalassistent Jespersen
- Henning Moritzen
- Bodil Lindorff
- Hannah Bjarnhof
- Sarah Boberg
- Thomas Bo Larsen
- Niels Anders Thorn
- Pia Vieth
- Niels Skousen
- Susanne Jagd
- Peter Aude
- Mira Wanting
- Holger Vistisen
- Niels Weyde